# Peqi'in
Peqi'in es un concejo local israelí  de la Galilea localizado en la ladera noroeste del monte Merón en el Distrito Norte de Israel, a 8 kilómetros de Ma'alot-Tarshiha. En 2015 contaba con una población de 5,658 habitantes, principalmente drusos y cristianos.

## Demografía
De acuerdo a los datos del censo de la Oficina Central de Estadísticas de Israel (CBS), en el año 2015 vivían unas 5,658 personas en Peqi'in, con una tasa de crecimiento del 0.9%. Los habitantes son en su mayoría drusos con un 78% de la población y una importante minoría cristiana, aproximadamente un 21%.